# Cornelia Goethe Centrum in Frankfurt
Das Cornelia Goethe Centrum für Frauenstudien und die Erforschung der Geschlechterverhältnisse (CGC) wurde 1997 in Frankfurt am Main gegründet. Das CGC ist ein interdisziplinäres und international ausgerichtetes Forschungs- und Studienzentrum der Johann Wolfgang Goethe-Universität Frankfurt am Main. Im Jahr 2000 wurde es nach Cornelia Goethe, der Schwester Johann Wolfgang von Goethes benannt. Im CGC sind Forscher aus unterschiedlichen Fachbereichen der Goethe-Universität organisiert.

## Geschichte
1997 gründeten vier Professorinnen der Goethe-Universität Frankfurt am Main – die Soziologin Ute Gerhard, die Erziehungswissenschaftlerin Brita Rang, die Filmwissenschaftlerin Heide Schlüpmann und die Amerikanistin Susanne Opfermann – das interdisziplinäre „Zentrum für Frauenstudien und die Erforschung der Geschlechterverhältnisse“. Ziel des Zentrums sollte sein, Geschlechterfragen als übergreifendes Thema der Wissenschaften zu behandeln. Ihnen schlossen sich bald Professorinnen weiterer Disziplinen an, unter anderem die Juristin Ute Sacksofsky und die Erziehungswissenschaftlerin Barbara Friebertshäuser.
Drei Jahre nach der Gründung benannte sich die Einrichtung anlässlich des 250. Geburtstags von Cornelia Goethe (verheiratete Schlosser) offiziell in Cornelia Goethe Centrum um. Die damalige geschäftsführende Ute Gerhard begründete dies damit, dass sich der frühere Name als „etwas umständlich“ erwiesen habe. Die Wahl fiel auf Cornelia Goethe als Namenspatronin, da sie im Schatten ihres Bruders Johann Wolfgang Goethe gestanden habe. Mit der Umbenennung würde die wissenschaftliche Verankerung des Zentrums in der nach ihm benannten Universität zum Ausdruck kommen. Die Geschichte dieser geschwisterlichen Beziehung zeige ein „gesellschaftliches Problem“ auf, das nicht nur ein historisches sei. Vielmehr würde die Analyse und Bearbeitung dieses Problems die Aufgabenstellung und Notwendigkeit der Frauen- und Geschlechterforschung beispielhaft beschreiben.
Unter dem Motto 20 Jahre Frankfurter Gender Studies feierte das CGC am 7. Dezember 2017 – dem Geburtstag Cornelia Goethes – mit einer Ausstellung sein 20-jähriges Jubiläum, das mit Grußworten zahlreicher internationaler Gäste eröffnet wurde. Das Jubiläum wurde auch in verschiedenen Medien als Anlass für eine Auseinandersetzung mit den Gender Studies in Frankfurt genommen.
Gründungsdirektorin des Centrums war Ute Gerhard. Ab 2015 war die Soziologin Helma Lutz geschäftsführende Direktorin des Centrums. Stand 2024 hat Bettina Kleiner die Stelle inne. Sie ist gleichzeitig Professorin für Gender Studies und Qualitative Methoden am Institut für Allgemeine Erziehungswissenschaft der Universität Frankfurt.

## Studienangebot
Das CGC organisiert verschiedene Studienangebote im Bereich der Gender Studies. Seit 2015 wird ein Studiengang in Gender Studies als Bachelor Nebenfach in Kooperation mit dem Fachbereich Gesellschaftswissenschaften angeboten. Außerdem wird ein interdisziplinäres Zertifikatsprogramm für Masterstudierende der Goethe-Universität angeboten, welches besondere Kenntnisse im Bereich Gender Studies ausweist.
Zudem organisiert das CGC in jedem Semester eine öffentliche Vorlesungsreihe, die Cornelia Goethe Colloquien. Diese sind als öffentliches Diskussionsforum für Interdisziplinäre Frauen- und Geschlechterforschung angelegt. Feminismen des Globalen Südens, Transgender Studies, Rechtspopulismus in der EU, Männlichkeiten, Flucht und Intersektionalität sind nur einige der Themen die bis dato in den Colloquien verhandelt wurden.

## Angela Davis Gastprofessur
Seit dem Wintersemester 2013/14 organisiert das CGC im zweijährigen Abstand die Angela Davis Gastprofessur für internationale Gender und Diversity Studies. Die Namenswahl verdeutlichte, dass mit der Gastprofessur nicht nur für einen hauptsächlich am Geschlecht orientierten akademischen Feminismus stehen sollte, sondern auch Kategorien wie Klasse, Race und Sexualität gleichrangig in den Blick genommen werden sollte. Als erste Professorin war die namensgebende Soziologin und Bürgerrechtsaktivistin Angela Davis im Dezember 2013 zu Gast an der Goethe-Universität. Weitere Inhaberinnen der Gastprofessur waren Chandra Talpade Mohanty im Jahr 2015 und Amina Mama im Jahr 2018. Der Gastaufenthalt von Ann Phoenix im Jahr 2020 wurde auf Grund der COVID-19-Pandemie auf das Jahr 2021 verschoben. 2024 war Grada Kilomba Gastprofessorin.

## GRADE Center Gender
Im Juni 2017 eröffnete das GRADE Center Gender, eine Organisation innerhalb von GRADE, der Graduiertenschule der Goethe-Universität Frankfurt. Das GRADE Center Gender dient der Qualifizierung und Vernetzung junger Nachwuchswissenschaftler, die im Bereich der Gender Studies forschen. Das Center bietet Workshops, Kamingespräche und Vorlesungen an. Die Inhalte des GRADE Centers Gender werden vom Cornelia Goethe Centrum geplant und durchgeführt.

## Cornelia Goethe Preis
Für eine herausragende Dissertation oder Habilitationsschrift wird seit 2002 vom Förderkreis des Cornelia Goethe Centrums alle ein bis zwei Jahre der Cornelia Goethe Preis verliehen, der mit 2.000 Euro dotiert ist. Der Preis soll herausragende wissenschaftliche Leistungen auszeichnen, die sich mit symbolischer Konstruktion von Männlichkeit und Weiblichkeit befasst oder erkenntnistheoretische Reflexionen und Denkanstöße für die Frauen- und Geschlechterforschung bietet. Die Verleihung findet jeweils am 7. Dezember, dem Geburtstag Cornelia Goethes, statt.
Preisträgerinnen und -träger:
- 2002 Bärbel Tischleder: Body Trouble: Entkörperlichung, Whiteness und das amerikanische Gegenwartskino (Dissertation)
- 2003 Marianne Schmidbaur: Vom ‚Lazaruskreuz‘ zu ‚Pflege aktuell‘ – Professionalisierungsdiskurse in der deutschen Krankenpflege 1903–2000 (Dissertation)
- 2004 Kerima Kostka: Im Interesse des Kindes? Elterntrennung und Sorgerechtsmodelle in Großbritannien, den USA und in Deutschland (Dissertation)
- 2005 Linda Maria Koldau: Frauen in der deutschen Musikkultur der Frühen Neuzeit. Ein Handbuch (Habilitationsschrift)[47]
- 2006 Heiko Motschenbacher: Women and Men like different things? Doing Gender als Strategie der Werbesprache (Dissertation)[48]
- 2007 Birgit Spengler: Vision, Gender, and Power in Nineteenth-Century American Women’s Writing, 1860–1900 (Dissertation)
- 2008 Sarah Elsuni: Geschlechtsbezogene Gewalt und Menschenrechte. Eine geschlechtertheoretische Untersuchung der Konzepte Geschlecht, Gleichheit und Diskriminierung im Menschenrechtssystem der Vereinten Nationen (Dissertation)
- 2009 Uta Schirmer: Geschlecht anders gestalten. Drag-King-Praxen, geschlechtliche Selbstverhältnisse und Wirklichkeiten (Dissertation)
- 2010 Tanja Scheiterbauer: Die islamistische Frauenbewegung in der Türkei aus der Perspektive der Bewegungsforschung (Dissertation)
- 2011 Irini Siouti: Vom Gastarbeiterkind zur Transmigrantin. Eine biographieanalytische Untersuchung über Transmigrationsprozesse bei der Nachfolgegeneration griechischer ArbeitsmigrantInnen (Dissertation)
- 2012 Astrid Lembke: Dämonische Allianzen. Konfigurationen des Narrativs der gestörten Mährtenehe in jüdischen Erzählungen des Mittelalters und der Frühen Neuzeit (Dissertation)
- 2014 Julia König: Kindheit – Sexualität – Kindliche Sexualität (Dissertation)[49]
- 2016 Archana Krishnamurthy: Scham Macht Geschlecht – Körperdialoge in Südindien (Dissertation)[50]
- 2018 Cara Röhner: Ungleichheit und Verfassung – Vorschlag für eine relationale Rechtsanalyse (Dissertation)[51]
- 2020 Katharina Hoppe: Die Kraft der Revision. Epistemologie – Politik und Ethik im Werk Donna Haraways (Dissertation)[52]
- 2021 Sarah Dionisius: Neuverhandlung von Familie, Verwandtschaft und Geschlecht? Das Elternwerden lesbischer und queerer Frauen*paare über Reproduktionstechnologien (Dissertation)[53]
- 2022 Carolin Stix: Subalternität, Rassismus und Recht
- 2024 Franziska Haug: Arbeit als literarisches  Verfahren der Produktion von Geschlecht[54]